# Do Re Mi
Do Re Mi var Norges bidrag till Eurovision Song Contest 1983, och sjöngs på norska av Jahn Teigen och Anita Skorgan. De hade även en kör med som sjöng refrängen.
Låten startade som nummer två ut den kvällen. Vid slutet av omröstningen hade låten fått 53 poäng, och slutade på nionde plats av 18 bidrag. Detta var första gången sedan 1973 som Norge fick en placering på den bättre halvan av tävlingen.

## Listplaceringar
| Lista (1983) | Topplacering |
| ------------ | ------------ |
| Norge        | 2            |

### Fotnoter
1. ↑  ”Do Re Mi”. Norwegiancharts. 27 februari 1983. https://norwegiancharts.com/showitem.asp?interpret=Jahn+Teigen&titel=Do+re+mi&cat=s. Läst 16 juli 2018.